# Puerto Varas
(špansko)
Puerto Varas, znan tudi pod imenom La ciudad de las rosas ali 'mesto vrtnic', je mesto in občina v južni čilski provinci Llanquihue v regiji Los Lagos.
Mesto je znano po svojih nemških običajih , naravnem okolju in priljubljenosti kot turističnem kraju. Ima slikovito lokacijo blizu gora, jezer, gozdov in narodnih parkov . Leži 20 kilometrov od mesta Puerto Montt na obali jezera Llanquihue, drugo največje jezero v Čilu. Koničast vulkan Osorno in zasneženi vrhovi Cerro Calbuco in Tronador so jasno vidni na obzorju. Puerto Varas je najjužnejše mesto na zahodni obali jezera Llanquihue, ki so še Frutillar, Llanquihue in Puerto Octay. Obsega površino 4.064,9 km2.

## Zgodovina
Mesto je iz leta 1853 in je poimenovano po Antoniu Varasu, ministru za notranje zadeve v tistem obdobju. Ustanovili so ga nemški priseljenci, ki so se v času predsedovanja Manuela Montta naselili ob jezeru Llanquihue kot del vladne kolonizacije.
Območje colonización de Llanquihue je vlada ustvarila 27. junija 1853 in do konca leta 1853 se je prvih 212 nemških družin priselilo v Puerto Varas.
Prvo območje, ki ga je bilo treba urediti, je bilo znano pod imenom La Fabrica, kjer je cesta iz Puerto Montta in od obale dosegla jezero Llanquihue. Druga zgodovinska znamenitost iz zgodnjega obdobja je katoliška cerkev iz leta 1872 in ustanovitev nemškega kluba (Deutscher Verein) leta 1885. Mesto je dobilo uradni status v obliki Título de Villa (mestni statut), leta 1897. Občina Puerto Varas kot je danes, je bila ustanovljena decembra 1925, ko je Ministrstvo za notranje zadeve razdelilo državo na province in občine.

## Demografija
Po projekcijah prebivalstva čilskega Statističnega instituta je leta 2012 občina Puerto Varas imela 41.255 prebivalcev (21.093 moških in 20.162 žensk). Prebivalstvo se je od popisa leta 2002 povečalo za 25%.

## Arhitektura
Za Puerto Varas je značilna tradicionalna nemška arhitektura, s hišami, zgrajenimi iz lesa drevesa Fitzroya (vrsta ciprese), z orodji, ki so jih v 19. stoletju prinesli kolonialni prebivalci iz Evrope. Leta 1992 je bila določena Zona Típica (območje dediščine) in ima številne zaščitene stavbe, vključno s cerkvijo Srca Jezusovega (Iglesia del Sagrado Corazón de Jesus). Zgrajena je bila leta 1918 na eni najvišjih točk v Puerto Varasu, je lesena cerkev ena od mestnih ikon. Druge pomembne zaščitene strukture so Casa Kuschel (1915) in Casa Yunge (1932).

## Kultura
Kulturne ustanove v Puerto Varasu so muzej Antonio Felmer, umetniški center Molino Machmar, galerija Nativo Bosque in muzej Pablo Fierro. V bližini Frutillarja vsako leto v januarju in februarju gostijo Frutillarske glasbene tedne

## Kuhinja
Puerto Varas je znan po tradicionalnih nemških jedeh, še posebej pecivu, ki se ponudi na letnem dnevu peciva prvo soboto v februarju. Kraft pivo, pecivo, torte, čokolado in marmelade so na voljo tudi v mestnih trgovinah, restavracijah in kavarnah.

## Turizem
Puerto Varas je priljubljena turistična destinacija s svojo značilno nemško arhitekturo, številnimi hoteli in gostišči, igralnico, plažo in presenetljivim pogledom preko jezera na vulkana Osorno in Calbuco.
Obiskovalci se lahko ukvarjajo z različnimi športi na prostem, vključno s kajakom, ribolovom in pohodništvom, na pobočjih Osorna je tudi zimski smučarski center. Je izhodišče za izlete do bližnjih naravnih znamenitosti, vključno s smaragdnim jezerom Todos los Santos, slikovitimi slapovi Petrohué (Saltos de Petrohué), Narodni park Vicente Pérez Rosales in narodni park Puyehue ter vulkan Osorno. Izleti so možni tudi v druga mesta okrog jezera Llanquihue.
Puerto Varas je izhodišče za avtobusne in ladijske prevoze preko Andov, preko spektakularnih gora, ki odsevajo v svetlečih jezerih, v San Carlos de Bariloche v Argentini. Izlet je najboljše izvesti od zahoda proti vzhodu, z nočitvijo v hotelu sredi divjine.

## Galerija
- Puerto Varas, Čile
- Turistično informacijski center
- Lesena cerkev Srca Jezusovega, stara 100 let
- Tipična lesena arhitektura
- Sončni zahod za jezerom Llanquihue
- La Burbuja, smučarski center
- Jezero Llanquihue in vulkan Osorno